# Fleckeby
Fleckeby (dänisch Flækkeby) ist eine Gemeinde im Kreis Rendsburg-Eckernförde in Schleswig-Holstein.

## Geografie

### Geografische Lage
Das Gemeindegebiet von Fleckeby erstreckt sich im Bereich der naturräumlichen Haupteinheit Schwansen, Dänischer Wohld (und Amt Hütten) (Nr. 701) am Übergang der erstgenannten Halbinsel (zwischen Schlei und Eckernförder Bucht) zu den südwestlich fortsetzenden Hüttener Bergen. Im Gemeindegebiet mündet die Große Hüttener Au (auch Noelsbek; im Bereich Fleckeby Fleckebyer Au; dän. Nølsbæk od. Nolsbæk), gemeinsam mit der kurz zuvor in diese einmündenden Osterbek, in die Große Breite der Schlei.

### Gemeindegliederung
Im Gemeindegebiet liegen die Ortschaften Fleckeby, Götheby-Holm (dänisch Gøteby-Holm), Herweg, Dürwade (dänisch Dyrvad), Neumöhlhorst, Engsiek (dänisch Engsig) und der Wohnplatz des Gutes Möhlhorst (dänisch Mølskov).

### Nachbargemeinden
Unmittelbar angrenzende Gemeindegebiete zu Fleckeby sind:
|      | Kosel                                       |         |
| Güby | Kompassrose, die auf Nachbargemeinden zeigt | Windeby |
|      | Hummelfeld, Osterby                         |         |

## Geschichte

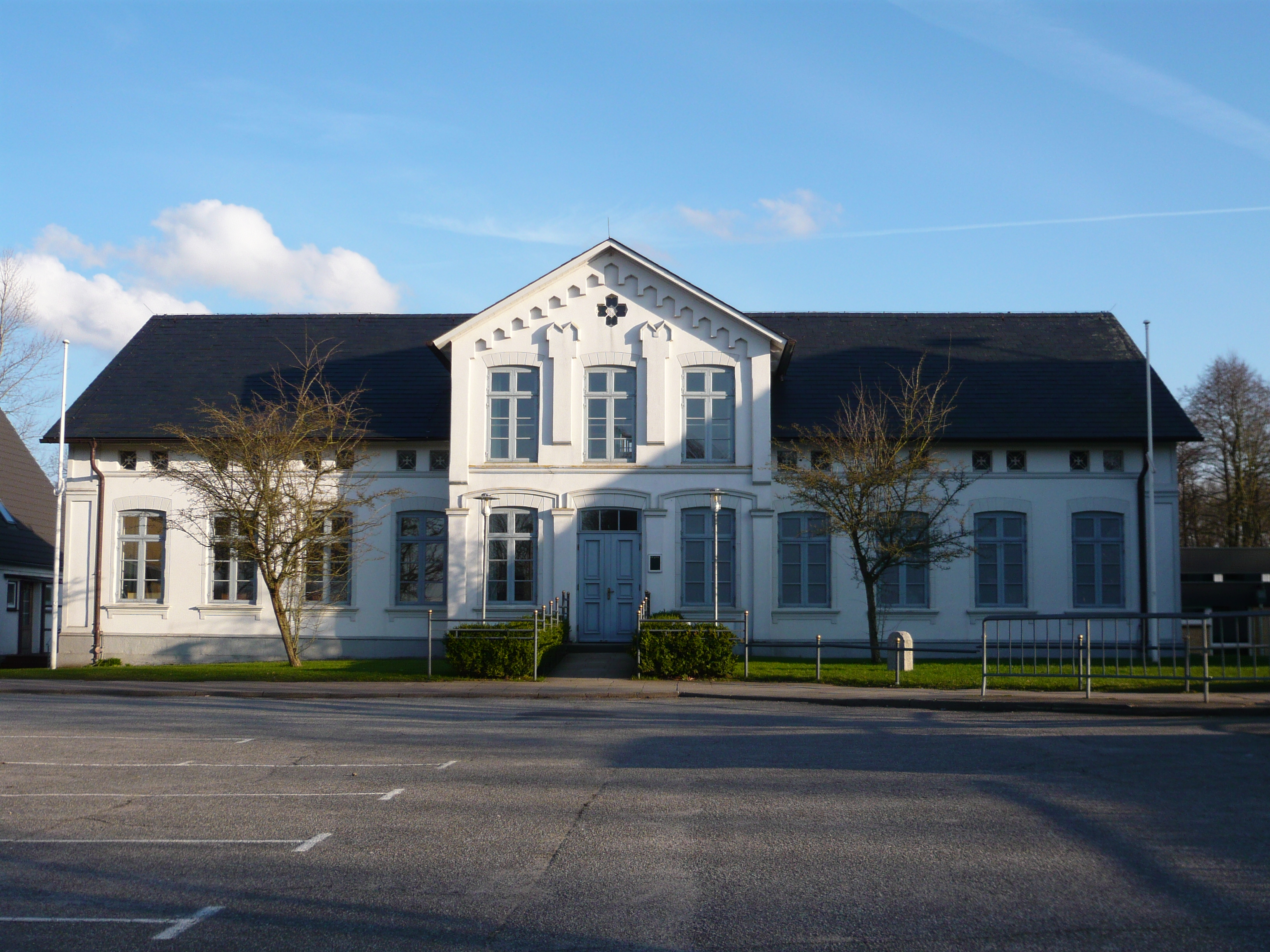
Hardesvogtei

Der Ort Fleckeby wurde erstmals 1196 anlässlich der Auflösung des Schleswiger Michaelisklosters als Fekabicol urkundlich erwähnt. Der Ortsname kommt aus dem Dänischen und bedeutet etwa Krautdorf (feka ≈ Sumpfkraut). Der Ort Götheby wurde erstmals 1327 erwähnt und bedeutet Dorf, Siedlung des Gøtti, ein Rufname, der auf die Goten oder Gauten verweist.
Im Jahr 1856 wurde Fleckeby Hauptort der Hüttener Harde. Hardesvogt Maximilian Franciscus Blaunfeldt hatte hier das Gebäude der sogenannten Hardesvogtei errichten lassen.
Am 12. Februar 1974 wurden die zuvor selbständigen Gemeinden Götheby-Holm und Fleckeby zusammengelegt.
Zur Gemeinde gehört auch das Gut Möhlhorst (Mølskov) an der Osterbek.

## Kultur und Sehenswürdigkeiten
In Fleckeby befindet sich das Gebäude der historischen Hardesvogtei.  Der zuletzt als Dienstsitz der Hüttener Harde errichtete Bau dient heute als Museumsgebäude der historischen schleswigschen Harden.
Die Kreuzkirche am Louisenlunder Weg ist in die Liste der Kulturdenkmale in Fleckeby eingetragen.
Im östlichen Teil des Gemeindegebietes bei Götheby-Holm verläuft ein Abschnitt des sogenannten Osterwalls, der in der späten Eisen- und Wikingerzeit als östliches Teilstück des Danewerks auch zur Halbinsel Schwansen das dänische Reich abriegelte. Das Danewerk ist zusammen mit Haithabu und anderen wikingerzeitlichen Stätten in Nordeuropa im Rahmen des transnationalen Projektes „Wikingerzeitliche Stätten in Nordeuropa“ im Jahr 2018 als Weltkulturerbe der UNESCO anerkannt worden.

## Politik

### Gemeindevertretung
Bei der Kommunalwahl am 14. Mai 2023 wurden insgesamt 19 Sitze vergeben. Die Freie Wählergemeinschaft Fleckeby erhielt sieben Sitze und die CDU, die SPD, der SSW und die Grünen erhielten je drei Sitze.

### Bürgermeister
Als Bürgermeister wurde Rainer Röhl (FWGF) am 8. Juni 2023 in der ersten Sitzung der neuen Gemeindevertretung wiedergewählt. Es ist damit seine zweite Amtszeit.

### Wappen und Flagge

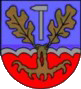
Wappen nach H. W. Ewald

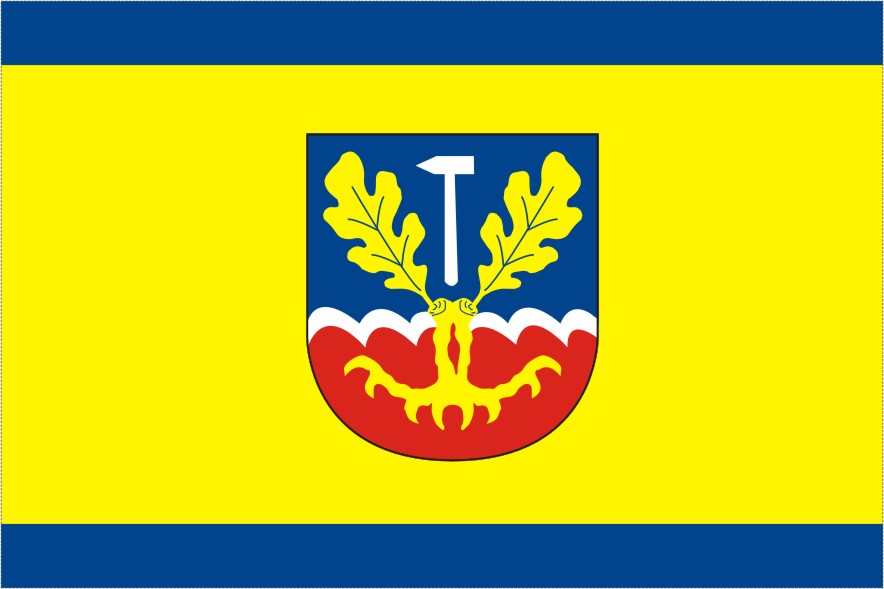
Fleckeby, Flagge nach Röhl

Das Wappen wurde vom Malermeister Hans Werner Ewald entworfen und am 14. Dezember 1987 vom Land Schleswig-Holstein genehmigt.
Im Jahr 2007 begann der Fleckebyer Rainer Röhl mit der Überarbeitung des Wappens mit dem Ziel Farbe, Schärfe und Qualität zu verbessern. Röhl gestaltete es so, wie es in der heutigen Form bekannt ist.
Durch die Überarbeitung von Schärfe und Qualität war es Röhl nun auch möglich, eine Flagge zu gestalten. Diese wurde im Juli 2009 vom Land genehmigt und wenige Monate später der Öffentlichkeit präsentiert.
Blasonierung Wappen: „Durch eine bewegte silberne Welle geteilt von Blau und Rot, überdeckt mit einem bewurzelten mit zwei Blättern wieder ausgeschlagenen goldenen Eichenstumpf. Die Blätter schließen einen mit der spitzen Seite nach vorn weisenden silbernen Hammer ein.“
Die zwei Eichenblätter im Wappen symbolisieren als Doppeleiche die beiden Ortsteile Fleckeby und Götheby-Holm. Die Wurzeln im Ackerboden deuten auf die Landwirtschaft und der Hammer auf das Handwerk und Gewerbe hin. Die Wellen sollen auf die Lage der Gemeinde an der Schlei hinweisen.
Blasonierung Flagge: Auf oben und unten durch je einen schmalen blauen Streifen begrenzten gelben Flaggentuch das Gemeindewappen in flaggengerechter Tinktur.
Der gelbe Untergrund symbolisiert die Rapsfelder der Region. Die beiden blauen Streifen stehen einerseits für die Auen der Gemeinde, andererseits für die Lage an der Schlei.

### Gemeindepartnerschaften
Fleckebys zwei Partnergemeinden sind:
- Hall in der Steiermark
- Satow in Mecklenburg-Vorpommern.

## Verkehr
Durch das Gemeindegebiet von Fleckeby führt, grob in Ost-West-Richtung, die Bundesstraße 76 im Abschnitt zwischen Eckernförde und Schleswig. Das Gemeindegebiet erstreckt sich bis hinein in den tief ins Land reichenden Meeresarm der Schlei am südlichen Ufer der Großen Breite.